# Kustarachne
Kustarachnidae
Famille
Genre
Synonymes
- Protopilio Petrunkevitch, 1913

Kustarachne, unique représentant de la famille des Kustarachnidae, est un genre fossile d'opilions eupnois.

## Fossiles
Selon Paleobiology Database en 2025, ce genre Kustarachne a trois collections référencées de fossiles. Ces trois collections sont du Westphalien D du Pennsylvanien du Carbonifère supérieur, c'est-à-dire datent de 309,8-307,4 Ma avant notre ère .

## Distribution
Les espèces de ce genre ont été découvertes à Mazon Creek en Illinois aux États-Unis. Elles datent du Carbonifère.

## Liste des espèces
Selon World Catalogue of Opiliones (18/05/2021) :
- † Kustarachne longipes (Petrunkevitch, 1913)
- † Kustarachne tenuipes Scudder, 1890

## Étymologie
Ce genre est nommé en l'honneur de Johann Kušta.

## Publications originales
- Scudder, 1890 : « Illustrations of the Carboniferous Arachnida of North America, of the orders Anthracomarti and Pedipalpi. » Memoirs of the Boston Society of Natural History, vol. 4, p. 443–456 (texte intégral) (en).
- Petrunkevitch, 1949 : « A study of Palaeozoic Arachnida. » Transactions of the Connecticut Academy of Arts and Sciences, vol. 37, p. 69–315.